# 10e étape du Tour de France 1997
Pour un article plus général, voir Tour de France 1997.
La dixième étape du Tour de France 1997 s'est déroulée entre Luchon et Andorre-Arcalis sur un parcours montagneux de 252 km.

## Parcours
Le parcours a d'abord emprunté successivement le col de Portet-d'Aspet (2e cat.) en Haute-Garonne, le col de Port (2e cat.) en Ariège, puis en Andorre, le port d'Envalira (1re cat.), le col d'Ordino (2e cat.) et la montée d'Arcalis (HC cat.).

## Récit de la course
Jan Ullrich a pris la tête au pied du dernier col (hors cat.) et remporte l'étape à Andorre-Arcalis, arrivée à 2240 m, jusqu'alors inédite.

## Classement de l'étape
| \| Classement de l'étape \| Classement de l'étape \| Classement de l'étape \| Classement de l'étape \| Classement de l'étape \| \| Coureur \| Coureur \| Pays \| Équipe \| Temps \| \| --------------------- \| --------------------- \| --------------------- \| ---------------------------- \| --------------------- \| \| 1er \| Jan Ullrich \| Allemagne \| Deutsche Telekom \| 7 h 46 min 06 s \| \| 2e \| Marco Pantani \| Italie \| Mercatone Uno \| + 1 min 08 s \| \| 3e \| Richard Virenque \| France \| Festina-Lotus \| + 1 min 08 s \| \| 4e \| Francesco Casagrande \| Italie \| Saeco-Estro \| + 2 min 01 s \| \| 5e \| Bjarne Riis \| Danemark \| Deutsche Telekom \| + 3 min 23 s \| \| 6e \| Laurent Dufaux \| Suisse \| Festina-Lotus \| + 3 min 27 s \| \| 7e \| José María Jiménez \| Espagne \| Banesto \| + 3 min 45 s \| \| 8e \| Fernando Escartín \| Espagne \| Kelme-Costa Blanca-Eurosport \| + 3 min 45 s \| \| 9e \| Abraham Olano \| Espagne \| Banesto \| + 3 min 45 s \| \| 10e \| Alberto Elli \| Italie \| Casino, c'est votre équipe \| + 3 min 45 s \| |                      |           |                              |                 |
| |                      |           |                              |                 |
| |                      |           |                              |                 |
| Classement de l'étape |                      |           |                              |                 |
| Coureur | Coureur              | Pays      | Équipe                       | Temps           |
| 1er | Jan Ullrich          | Allemagne | Deutsche Telekom             | 7 h 46 min 06 s |
| 2e | Marco Pantani        | Italie    | Mercatone Uno                | + 1 min 08 s    |
| 3e | Richard Virenque     | France    | Festina-Lotus                | + 1 min 08 s    |
| 4e | Francesco Casagrande | Italie    | Saeco-Estro                  | + 2 min 01 s    |
| 5e | Bjarne Riis          | Danemark  | Deutsche Telekom             | + 3 min 23 s    |
| 6e | Laurent Dufaux       | Suisse    | Festina-Lotus                | + 3 min 27 s    |
| 7e | José María Jiménez   | Espagne   | Banesto                      | + 3 min 45 s    |
| 8e | Fernando Escartín    | Espagne   | Kelme-Costa Blanca-Eurosport | + 3 min 45 s    |
| 9e | Abraham Olano        | Espagne   | Banesto                      | + 3 min 45 s    |
| 10e | Alberto Elli         | Italie    | Casino, c'est votre équipe   | + 3 min 45 s    |

## Classement général
À l'issue de cette nouvelle étape de montagne et la première arrivée en altitude, on dénombre encore quelques changements au niveau du classement général. À la suite de sa victoire en solitaire, l'Allemand Jan Ullrich (Deutsche Telekom) s'empare du maillot jaune de leader au détriment du Français Cédric Vasseur (Gan) qui rétrograde à la dixième place. Troisième de l'étape, Richard Virenque (Festina-Lotus) se retrouve à la deuxième place, avec près de trois minutes de retard sur le leader. L'Espagnol Abraham Olano (Banesto) reste troisième et complète le podium. Deuxième de l'étape, l'Italien Marco Pantani Mercatone Uno gagne dix places et rentre dans le top 10 à la 5e place.
| \| Classement général \| Classement général \| Classement général \| Classement général \| Classement général \| \| Coureur \| Coureur \| Pays \| Équipe \| Temps \| \| ------------------ \| -------------------- \| ------------------ \| ---------------------------- \| ------------------ \| \| 1er \| Jan Ullrich \| Allemagne \| Deutsche Telekom \| 55 h 00 min 54 s \| \| 2e \| Richard Virenque \| France \| Festina-Lotus \| + 2 min 58 s \| \| 3e \| Abraham Olano \| Espagne \| Banesto \| + 4 min 46 s \| \| 4e \| Bjarne Riis \| Danemark \| Deutsche Telekom \| + 4 min 53 s \| \| 5e \| Marco Pantani \| Italie \| Mercatone Uno \| + 5 min 29 s \| \| 6e \| Fernando Escartín \| Espagne \| Kelme-Costa Blanca-Eurosport \| + 5 min 46 s \| \| 7e \| Laurent Dufaux \| Suisse \| Festina-Lotus \| + 6 min 02 s \| \| 8e \| Oscar Camenzind \| Suisse \| Mapei-GB \| + 7 min 00 s \| \| 9e \| Francesco Casagrande \| Italie \| Saeco-Estro \| + 7 min 20 s \| \| 10e \| Cédric Vasseur \| France \| Gan \| + 7 min 31 s \| |                      |           |                              |                  |
| |                      |           |                              |                  |
| |                      |           |                              |                  |
| Classement général |                      |           |                              |                  |
| Coureur | Coureur              | Pays      | Équipe                       | Temps            |
| 1er | Jan Ullrich          | Allemagne | Deutsche Telekom             | 55 h 00 min 54 s |
| 2e | Richard Virenque     | France    | Festina-Lotus                | + 2 min 58 s     |
| 3e | Abraham Olano        | Espagne   | Banesto                      | + 4 min 46 s     |
| 4e | Bjarne Riis          | Danemark  | Deutsche Telekom             | + 4 min 53 s     |
| 5e | Marco Pantani        | Italie    | Mercatone Uno                | + 5 min 29 s     |
| 6e | Fernando Escartín    | Espagne   | Kelme-Costa Blanca-Eurosport | + 5 min 46 s     |
| 7e | Laurent Dufaux       | Suisse    | Festina-Lotus                | + 6 min 02 s     |
| 8e | Oscar Camenzind      | Suisse    | Mapei-GB                     | + 7 min 00 s     |
| 9e | Francesco Casagrande | Italie    | Saeco-Estro                  | + 7 min 20 s     |
| 10e | Cédric Vasseur       | France    | Gan                          | + 7 min 31 s     |

## Classements annexes
| Classement par points | Classement par points | Classement par points | Classement par points | Classement par points |
| Coureur               | Coureur               | Pays                  | Équipe                | Points                |
| --------------------- | --------------------- | --------------------- | --------------------- | --------------------- |
| 1er                   | Erik Zabel            | Allemagne             | Deutsche Telekom      | 254 pts               |
| 2e                    | Frédéric Moncassin    | France                | Gan                   | 173 pts               |
| 3e                    | Jeroen Blijlevens     | Pays-Bas              | TVM-Farm Frites       | 159 pts               |
| 4e                    | Nicola Minali         | Italie                | Batik-Del Monte       | 121 pts               |
| 5e                    | Robbie McEwen         | Australie             | Rabobank              | 112 pts               |

| Classement par points | Classement par points | Classement par points | Classement par points | Classement par points |
| Coureur               | Coureur               | Pays                  | Équipe                | Points                |
| --------------------- | --------------------- | --------------------- | --------------------- | --------------------- |
| 1er                   | Erik Zabel            | Allemagne             | Deutsche Telekom      | 254 pts               |
| 2e                    | Frédéric Moncassin    | France                | Gan                   | 173 pts               |
| 3e                    | Jeroen Blijlevens     | Pays-Bas              | TVM-Farm Frites       | 159 pts               |
| 4e                    | Nicola Minali         | Italie                | Batik-Del Monte       | 121 pts               |
| 5e                    | Robbie McEwen         | Australie             | Rabobank              | 112 pts               |

| Classement de la montagne | Classement de la montagne | Classement de la montagne | Classement de la montagne | Classement de la montagne |
| Coureur                   | Coureur                   | Pays                      | Équipe                    | Points                    |
| ------------------------- | ------------------------- | ------------------------- | ------------------------- | ------------------------- |
| 1er                       | Richard Virenque          | France                    | Festina-Lotus             | 209 pts                   |
| 2e                        | Laurent Brochard          | France                    | Festina-Lotus             | 160 pts                   |
| 3e                        | Jan Ullrich               | Allemagne                 | Deutsche Telekom          | 138 pts                   |
| 4e                        | Marco Pantani             | Italie                    | Mercatone Uno             | 100 pts                   |
| 5e                        | Francesco Casagrande      | Italie                    | Saeco-Estro               | 93 pts                    |

| Classement de la montagne | Classement de la montagne | Classement de la montagne | Classement de la montagne | Classement de la montagne |
| Coureur                   | Coureur                   | Pays                      | Équipe                    | Points                    |
| ------------------------- | ------------------------- | ------------------------- | ------------------------- | ------------------------- |
| 1er                       | Richard Virenque          | France                    | Festina-Lotus             | 209 pts                   |
| 2e                        | Laurent Brochard          | France                    | Festina-Lotus             | 160 pts                   |
| 3e                        | Jan Ullrich               | Allemagne                 | Deutsche Telekom          | 138 pts                   |
| 4e                        | Marco Pantani             | Italie                    | Mercatone Uno             | 100 pts                   |
| 5e                        | Francesco Casagrande      | Italie                    | Saeco-Estro               | 93 pts                    |

| Classement du meilleur jeune | Classement du meilleur jeune | Classement du meilleur jeune | Classement du meilleur jeune | Classement du meilleur jeune |
| Coureur                      | Coureur                      | Pays                         | Équipe                       | Temps                        |
| ---------------------------- | ---------------------------- | ---------------------------- | ---------------------------- | ---------------------------- |
| 1er                          | Jan Ullrich                  | Allemagne                    | Deutsche Telekom             | 55 h 00 min 54 s             |
| 2e                           | Peter Luttenberger           | Autriche                     | Rabobank                     | + 8 min 08 s                 |
| 3e                           | Daniele Nardello             | Italie                       | Mapei-GB                     | + 10 min 01 s                |
| 4e                           | Joona Laukka                 | Finlande                     | Festina-Lotus                | + 11 min 15 s                |
| 5e                           | Michael Boogerd              | Pays-Bas                     | Rabobank                     | + 21 min 17 s                |

| Classement du meilleur jeune | Classement du meilleur jeune | Classement du meilleur jeune | Classement du meilleur jeune | Classement du meilleur jeune |
| Coureur                      | Coureur                      | Pays                         | Équipe                       | Temps                        |
| ---------------------------- | ---------------------------- | ---------------------------- | ---------------------------- | ---------------------------- |
| 1er                          | Jan Ullrich                  | Allemagne                    | Deutsche Telekom             | 55 h 00 min 54 s             |
| 2e                           | Peter Luttenberger           | Autriche                     | Rabobank                     | + 8 min 08 s                 |
| 3e                           | Daniele Nardello             | Italie                       | Mapei-GB                     | + 10 min 01 s                |
| 4e                           | Joona Laukka                 | Finlande                     | Festina-Lotus                | + 11 min 15 s                |
| 5e                           | Michael Boogerd              | Pays-Bas                     | Rabobank                     | + 21 min 17 s                |

| Classement par équipes | Classement par équipes | Classement par équipes | Classement par équipes |
| Équipe                 | Équipe                 | Pays                   | Temps                  |
| ---------------------- | ---------------------- | ---------------------- | ---------------------- |
| 1re                    | Festina-Lotus          | France                 | 165 h 17 min 08 s      |
| 2e                     | Deutsche Telekom       | Allemagne              | + 4 min 50 s           |
| 3e                     | Mercatone Uno          | Italie                 | + 5 min 48 s           |
| 4e                     | Banesto                | Espagne                | + 9 min 55 s           |
| 5e                     | Mapei-GB               | Italie                 | + 32 min 25 s          |

| Classement par équipes | Classement par équipes | Classement par équipes | Classement par équipes |
| Équipe                 | Équipe                 | Pays                   | Temps                  |
| ---------------------- | ---------------------- | ---------------------- | ---------------------- |
| 1re                    | Festina-Lotus          | France                 | 165 h 17 min 08 s      |
| 2e                     | Deutsche Telekom       | Allemagne              | + 4 min 50 s           |
| 3e                     | Mercatone Uno          | Italie                 | + 5 min 48 s           |
| 4e                     | Banesto                | Espagne                | + 9 min 55 s           |
| 5e                     | Mapei-GB               | Italie                 | + 32 min 25 s          |